# V. (альбом)
V. — пятый студийный альбом американской группы Wooden Shjips, выполненный в жанре психоделического рока.

## История

### Предыстория
Группа Wooden Shjips появилась в середине 00-х годов и закрепилась в своём составе к 2006 году. Прежде чем привлечь внимание музыкальных лейблов, они записывали музыку самостоятельно, не прибегая к помощи звукозаписывающих компаний. Свой дебютный релиз Shrinking Moon for You группа распространяла бесплатно. Получив хорошие отзывы, они принялись за запись двух синглов.
В 2007 году на авангардном лейбле Holy Mountain был выпущен первый одноимённый альбом группы Wooden Shjips. К 2009 году группа активно гастролировала по миру и посетила ряд крупных музыкальных фестивалей. Wooden Shjips подписали контракт с Thrill Jockey и в 2011 записали первый альбом, полноценно записанный в студийных условиях. После этого группа переехала из родного залива Сан-Франциско в Портленд, штат Орегон, где в 2013 был записан очередной альбом группы Back to Land. Затем, вплоть до 2018 года, лидер группы Рипли Джонсон сотрудничал с группой Moon Duo, проводя совместные записи и концерты.

### Запись альбома
Концепция будущего альбом пришла Рипли Джонсону во время совместного тура с Moon Duo в 2017 году. Джонсон признался, что хотел записать альбом в стиле классического рока, не затрачивая на это много времени. Он предложил остальным участникам группы записать альбом с позитивным настроем, но во время записи песен Джонсон чувствовал, что вокруг происходит «почти что апокалипсис». На творческий процесс оказали влияние такие проблемы, как ураган Хьюстон и охватившие Калифорнию в 2018 году лесные пожары. Лидер группы был свидетелем лесных пожаров, бушевавших и в его регионе: он признаётся, что видел как с неба «спадает пепел, словно снег». На фоне тяжёлых событий, происходивших в Америке, группа хотела записать «лёгкий», «летний» альбом. Одной из трудностей для группы являлся тот факт, что участники группы не имели возможности находиться в постоянном контакте друг с другом. Это вызвано тем, что на момент записи V. половина состава группы находилась в Портленде, в то время как другая — в Калифорнии. Лидеру группы приходилось постоянно поддерживать энтузиазм себя и участников группы. Сперва лидер группы записал демо-запись, а затем группа репетировала по выходным. Запись в студии велась в оставшуюся неделю.
Группа никому не сообщала о работе над альбомом, чтобы окружающие не пытали ожиданий. Они не разговаривали о записи V. в том числе со своим лейблом. Так, у команды не было крайних сроков записи материала. Работа над альбомом велась в студийных условиях в городе Портленде. Альбом V. стал третьей по счёту записью, сделанной в профессиональной студии. Музыканты использовали для записи несколько синтезаторов. Предварительно в январе 2018 года был выпущен сингл с альбома «Staring At the Sun», а позже, в апреле, песня «Red Line». Выпуск альбома состоялся 25 мая 2018 года на лейбле Thrill Jockey. В качестве визуального оформления группы использовала символ Виктория, который, как пишет журналист Трилл Жокей, отражает стремление группы сопротивляться бедам, охватившим мир.

## Стиль
Звучание V. вмещает в себя дроун-мелодии, барабанные партии, напоминающие музыку в стиле краут-рока.

## Восприятие
| Совокупная оценка | Совокупная оценка |
| Источник          | Оценка            |
| ----------------- | ----------------- |
| Metacritic        | 72/100            |
| Оценки критиков   |                   |
| Источник          | Оценка            |
| AllMusic          | [ 8 ]             |
| Under the Radar   | [ 9 ]             |
| The Guardian      | [ 3 ]             |

V. был положительно принят критиками. Сайт-агрегатор оценок Metacritic поставил альбом оценку 72 балла из ста на основе 14 рецензий музыкальных изданий.
Рецензент AllMusic Пол Симпсон отмечает искренность позитивного настроя, которым наполнен альбом: «Они не ведут себя как клоуны <...> они никогда не звучат так, будто желают угодить [слушателю]».
Трилл Жокей из газеты The Guardian высоко оценил альбом. Он видит в звучании альбома влияние таких британских групп, как Spacemen 3 и Loop. Журналист говорит, что звук альбом «элегантно раскрывается», сравнивая его с раскрытием бутона, а также отмечает работу Джонсона с гитарой, звук которой «блуждает по песням с призрачной красотой».

## Список композиций
В альбом вошло 7 композиций. Авторство песен принадлежит Рипли Джонсону.
| №                   | Название             | Длительность |
| ------------------- | -------------------- | ------------ |
| 1.                  | «Eclipse»            | 6:23         |
| 2.                  | «In the Fall»        | 5:36         |
| 3.                  | «Red Line»           | 5:13         |
| 4.                  | «Already Gone»       | 4:20         |
| 5.                  | «Staring at the Sun» | 7:27         |
| 6.                  | «Golden Flower»      | 6:03         |
| 7.                  | «Ride On»            | 7:15         |
| Общая длительность: | Общая длительность:  | 42:17        |